# 주니족

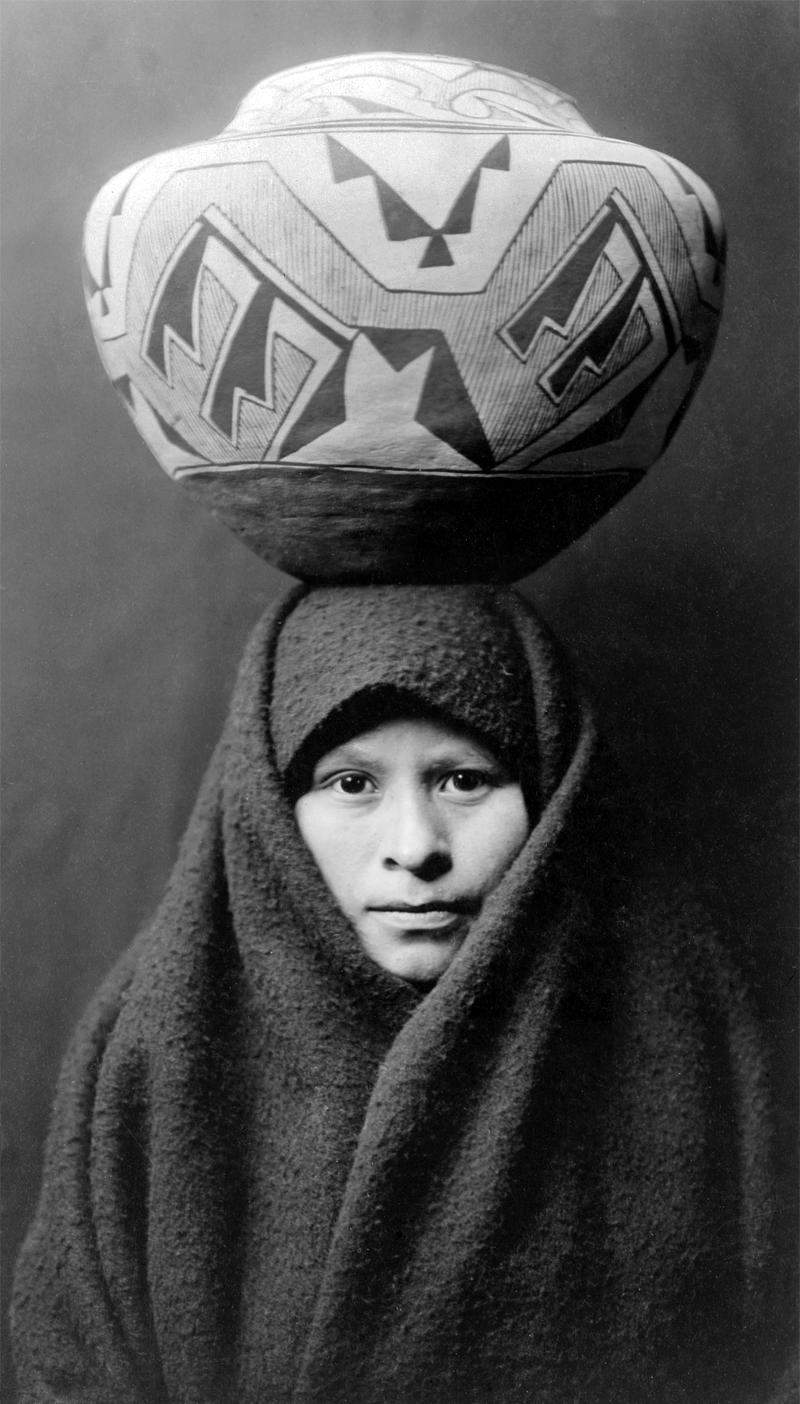
1903년. 항아리를 머리에 이고 있는 주니족 여성

주니족(Zuni)은 주니강 계곡에 거주하는 푸에블로 인디언이다. 오늘날 주니족 대부분은 미국 뉴멕시코주 서쪽의 주니강 주니푸에블로에 거주하고 있다. 주니푸에블로는 뉴멕시코주 갤럽에서 남쪽으로 55킬로미터 떨어져 있다. 주니족은 여러 층으로 이루어진 어도비 집에서 살았다.

## 역사
고고학자들은 주니족이 3,000~4,000년 동안 현재의 위치에서 농부로 살아왔다고 주장한다. 현재 주니족은 지난 기원전 100년 이후로 주니강 계곡에서 살아왔으며 옥수수 경작을 가능케 하는 관개 기법을 이용하기 시작했다.

## 같이 보기
- 주니케라톱스
- 루스 베니딕트